# ファンタジスタ (漫画)
『ファンタジスタ』は、草場道輝による日本のサッカー漫画作品。続編『ファンタジスタ ステラ』についても記述する。

## 概要

### ファンタジスタ
「優れた技術を生かし意外性のあるプレーを行うサッカー選手」を意味する、ファンタジスタに焦点を当てた作品。離島で生まれ育ち一人で技術を磨いていた主人公の少年が卓越したボールテクニックを生かして、高校サッカーを経てU-18代表に選ばれた後に、単身イタリアに留学。U-18代表時代のチームメイトらと共に五輪代表としてオリンピックの舞台で活躍するまでを描いた、正統的なサッカー漫画。『週刊少年サンデー』（小学館）にて1999年35号から2004年14号まで全222話が連載された。単行本は全25巻、文庫版は全13巻。2014年6月より単行本の復刻版が発売。
『週刊少年サンデー』2012年45号から2015年38号までは、サッカー日本代表の本田圭佑を原案として迎え、前作から8年ぶりとなる続編、『ファンタジスタ ステラ』を連載した。

### カンピオーニ
2006年、『週刊ヤングサンデー』2006年20号（4月25日号）に掲載されたサッカー漫画。『ファンタジスタ』と同じ世界観であり、伊豆諸島・八丈島の八丈島高校サッカー部に在籍する三原京介が、全国高校選手権の東京都A代表を賭けて試合に臨む読み切り作品。『ファンタジスタ ステラ』単行本第1巻に収録。

### ファンタジスタ ステラ
前作『ファンタジスタ』から8年ぶりとなる続編として、『週刊少年サンデー』2012年45号（10月10日号）から2015年38号（8月19日号）まで連載。ステラとはイタリア語で恒星を意味する。前作の世界観を共有し、主人公の坂本をはじめとした登場人物達が2014 FIFAワールドカップ出場を目指すストーリー。
原案協力、および主人公の坂本轍平と並ぶ「もう一人の主人公」役として日本代表の本田圭佑が参画しているが、これは作者の草場と草場のファンだった本田が2009年に『ビッグコミックスピリッツ』誌上で対談したことをきっかけに、交流をもっていた縁によるものである。作品内には、本田の経験や哲学が反映される予定となっており、本田は「作品に登場する自分から何かを感じとってほしい」とコメントしている。

## ストーリー
ここでは作中の時系列に沿って、そのストーリーについて紹介する。第1話から第136話までは「第○○○節」、イタリア編に該当する第137話以降からは「○○ā」という表示になり、「1ā」からカウントされる。
作中では連載当初は年代については不明瞭だったが、作中で開催されたアテネオリンピックを軸に、正確な年代が割り出されることになった。
- 2002年：てっぺい、高校1年生で水本高校に転校。JY杯開催。
- 2004年：オリンピックアテネ大会開催。
- 2010年：FIFAワールドカップ南アフリカ大会開催。
- 2014年：FIFAワールドカップブラジル開催。

### ファンタジスタ（ストーリー）

#### 日本編
てっぺいの入部（第1節 - 第11節）
坂本轍平（以下、てっぺい）は高校サッカー部の監督をしている姉の坂本琴音を頼って水本高校へ転校。上京初日当日、インターハイ東京都予選で試合中のサッカー部に合流し、さっそく途中出場。対戦相手の帝東高校は日本ユース代表でありてっぺいの幼馴染みの森川竜司が率いる超強豪校で、敗戦したもののてっぺいは観客の度肝を抜くトリッキーなプレイを魅せ、森川を目当てに視察に来ていたACミランのスカウトマンさえ虜にしてしまう。しかし姉の下でサッカーを学びたいてっぺいはスカウトの勧誘を断り、改めて水本高校サッカー部での部活動サッカーを開始する。しかし、他の部員からはてっぺいのいきなりの起用が琴音の身内贔屓と取られ、部内で不協和音が生じ始めていた。
天神高校との練習試合（第12節 - 第23節）
高校選手権東京予選を控えた水本は、遠征で上京していた超強豪校、天神と練習試合を行うことになる。そして代表合宿から合流した天神の天才エース・沖田は、てっぺいに自分と同じファンタジスタとしての資質を感じ、てっぺいに早く弱小チームから離れ、レベルの高い環境に身を置くべきだと説く。それでもてっぺいは今のチームメイトが大切である事をプレイによって応えるのであった。
選手権予選・地区大会（第24節 - 第33節）
天神との練習試合に善戦し、士気が上がる水本。間もなく地区予選を迎え、てっぺいの活躍もあって順調に勝ち進む水本の前に立ちはだかったのは、同地区のライバル・金町だった。
ユース代表合宿（第34節 - 第55節）
1次トーナメントへの進出が決まった水本で、小坂からトップ下へのコンバートを勧められたてっぺいは、時を同じくしてJY杯に出場するU-18代表合宿に招集されることになる。Jヴィレッジでの合宿に参加したてっぺいは、ファン・ハーレン監督からの様々な試練や指導を受けながら急成長を見せる。そして昨年のエース森川や天才ファンタジスタの沖田、そして高校生Jリーガー近藤らとトップ下のポジションを争う事になる。
JY杯（第56節 - 第99節）
厳しいサバイバル合宿を潜り抜け、登録メンバーに残ったてっぺいたちは国立西が丘サッカー場で開催されるJY杯に挑むことになる。イタリア代表の参加でヨーロッパのスカウトが注目する中、日本代表はメキシコとの緒戦を迎えることになる。後半から出場機会を与えられるてっぺいだが、そのポジションはトップ下ではなく左サイドであった。そしててっぺいはこの大会で、生涯のライバルとなるマルコ・クオーレと出会うのであった。
選手権・1次トーナメント・2次リーグ（第100節 - 第116節）
代表合宿とJY杯によって急成長し戻って来たてっぺいは、水本では完全にエースとなり1次トーナメントへ挑む。しかし代表と高校では周り選手のレベルがあまりにも違い、戸惑いを覚え始める。それでも仲間と助け合いながら戦う喜びを感じるてっぺいは、みんなで琴音を日本一にする事を目標に、再びACミランからの来たスカウトを断る。そして2次リーグへ進出した水本に立ちはだかったのは、帝東と並ぶもう一つの東京の雄・丞南だった。
選手権・決勝トーナメント（第117節 - 第136節）
苦しみながらも東京B代表ブロックのベスト4に入った水本は、ユース代表でチームメイトだった山波が所属する陵東、そして2次リーグで完敗を喫した西郷率いる丞南を相手に全国大会出場権を賭け最後のトーナメントに挑む。そしててっぺいはサッカーの奥深さや世界の広さを知って行くにつれ、徐々にもっと厳しくレベルの高い環境でサッカーを学びたいと思い始めるのであった。

#### イタリア編
プリマヴェーラ（1ā - 41ā）
単身イタリアに渡り、ACミランのプリマヴェーラに入団したてっぺいだが、実力は認められつつあるもののトップチームへの壁は厚かった。入団して1年が過ぎようとしたある日、トップチームのコーチだったヴァレンティノがプリマヴェーラの監督に就任。しかしヴァレンティノのやり方に選手たちは反感を覚えるばかり。さらに自己中心的な選手を加入させると、チーム内の不和は大きくなっていくばかり。そんな折、ヴァレンティノの独断でトップチームとの試合が決まったのだが、勝てば全員がトップチームに昇格、負ければ解散という条件付きだったのだ。そしてトップチームとの試合を迎え、エースのバイエビッチやミスター・ミランことグロッソら代表級の選手たちを前にてっぺいたちは苦戦を強いられる。
オリンピック（42ā - 最終回）
トップチームとの激戦は終盤に同点となった段階で中断となり、そのまま終了となっていた。しかしこの試合で存在感をアピールできた選手たちはトップチームへ昇格する事ができていた。てっぺいもその1人だったが、しかし同じポジションにはバイエビッチが君臨しているためベンチ入りさえままならない状況が続いていた。そんなてっぺいにオリンピック日本代表への招集がかかり、シーズン終了後に日本へと戻ることになる。代表には森川や近藤、西郷、そしてパラグアイに渡った沖田らも合流していた。坂本と沖田の同時起用は監督の選択肢にはなく、沖田とのポジション争いになったてっぺいだが、しかし試合勘を失っていたことで思うようなプレイを出せず、さらに五輪開幕前に起こった悲劇を受けて完全に調子を崩してしまい、スタメンの座を失ってしまう。そして五輪本番、日本の前に立ちはだかるのは沖田と因縁があるパラグアイ、南米の強豪ブラジル、そしてマルコらを擁するイタリアだった。

#### 外伝
「魔法使いの夏」
琴音がFCベルーガのセレクションに参加することになった物語。
ミニ外伝 〜長崎哀愁編〜
てっぺいたちの故郷の島での小学生時代や、JY杯で来日したイタリア代表の小話を描いた4コマ漫画。

### カンピオーニ（ストーリー）
伊豆諸島・八丈島で生まれ育った三原京介は、上京して名門校の扉を叩くが部の雰囲気が自分のスタイルと合わず、帰郷する。失意の京介だったが、赴任してきた琴音の熱意ある勧誘を受け、八丈島高校のサッカー部に入部。チームは勝ち進み、京介は古巣の高校を相手に、全国高校選手権の東京都A代表を賭けて試合に臨むことになる。

### ファンタジスタ ステラ（ストーリー）
南アフリカ共和国で開催された2010 FIFAワールドカップ決勝トーナメントで惜しくも敗退した日本代表、そこには坂本轍平と本田圭佑もいた。2人は世界の強豪チームに対する手応えを感じたものの、同時に足りない部分も痛感し、4年後にブラジルで開催されるW杯で優勝するという目標のために、互いのさらなるレベルアップを誓う。そんな中スタートした新代表は10代で無名の若い選手を大量に加え、てっぺいらとの融合で強化され2014 FIFAワールドカップに臨む事になる。しかし日本のダブルエースであるてっぺいと本田はそれぞれ所属クラブで大きなステップアップを遂げていたものの、代表においては共存がうまくいかず、2人が同時にピッチに立つと必ず苦戦するジレンマを解決させられないまま大会を迎えるのである。

#### 特別編
日本代表を外れた山波がチャンピオンズリーグでてっぺいたちを擁するR・マドリッドと対戦することになり、彼の葛藤を描いたストーリー。

## 登場人物
実在のサッカー選手をモデルにしている場合があり、『ステラ』では原作者自身も単行本で言及している。声は『ステラ』特別版OVAの声優。

### 主要人物
坂本 轍平（さかもと てっぺい）
声 - 柳田淳一 / 岸尾大輔（サンデーCM劇場）
所属（背番号）：水本高校（18）→ACミラン・プリマヴェーラ（10）→ACミラン（18）→アーセルナル（7→18）→R・マドリッド（5）、ユース日本代表（14）、五輪日本代表（14）、日本代表（14）
ポジション：FW（セカンドトップ）、MF（攻撃的MF、サイドMF）
長崎県出身。4月2日生まれ、血液型O型。
（16歳時）身長165cm、体重55kg。
（17歳時）身長174cm、体重66kg。
本編の主人公。2002年時は高校1年生。ファンタジスタ。通称「てっぺい」。
中学までは実家のある九州の小さな島で、一人でサッカーの技術を磨いていた。それまではクラブでの所属経験がなく、水本高校に転校して初めてチームプレーを知った。姉の琴音から教わった抜群のテクニックに加え、驚異的な加速力でDFを振り切るドリブルを得意とし、ユース代表合宿ではファン・ハーレンの指導によりパス能力を向上させるなど、急激な成長を見せていく。水本に加入した当初はサッカーができるだけでも満足していたが、天神との練習試合で苦戦しながらも諦めない福田の闘志を目の当たりにし、代表での激しいポジション争いやマルコといったライバルと戦っていくにつれて勝利への強い欲求を見せるようになった。基本ポジションはFW。ユース代表合宿に呼ばれた時にはトップ下を希望し、近藤たちとポジションを争うも、JY杯ではメキシコ戦の後半からイタリア戦の前半まで左ウイングバックで起用。イタリア戦の後半からはよりゴールに近いFWに移り、後にファンタジスタが最も愛するポジションであるセカンドトップ を本職とするようになる。JY杯決勝で対戦したイタリアのマルコのプレーに驚愕し、彼を超えたい思いで、選手権都予選後に単身イタリアへと渡る。ACミランのプリマヴェーラに入団してからの1年はトップチームの練習に何度か呼ばれるも思うように首脳陣の評価を得られなかったが、トップチームとの試合後に念願のトップ昇格を果たした。しかしトップチームに昇格したもののリーグ戦でもバイエビッチの控えとしてリザーブにも満足に入れずにいたが、五輪本戦後を経てUEFAチャンピオンズリーグとリーグ戦の兼ね合いによるターンオーバー制で出場機会を得られるようになり、後にイングランドのアーセルナルにレンタル移籍。『ファンタジスタ ステラ』では2010年南アフリカワールドカップの主軸メンバーとして活躍し、大会終了後の2010-2011シーズンよりスペインの名門リアル・マドリッド（R・マドリッド）へ移籍。リーグ戦の前哨戦となるスーペル・コパのバルセロナ戦では、右サイドハーフで先発し、1ゴール1アシストと華やかなデビューを飾った。ウインターブレイク期間中に恋人だったしおりと結婚することを決めた。新代表戦でも中心選手として主に右サイドハーフで起用されるが、代表チームのもう1人のエース本田とは息の合ったプレーが出来ておらず、両者が揃って出場した試合では必ず苦戦するジレンマが解決されぬまま2014年W杯を迎える。
坂本 琴音（さかもと ことね）
声 - 松井恵理子
長崎県出身。2月11日生まれ、血液型O型。
（23歳時）身長167cm、体重53kg。
てっぺいの姉。サッカーの指導者で、C級ライセンス所持。東京都に属する教師で、担当科目は英語。2002年時は23歳。
てっぺいにサッカーを教えた人物。指導者として、威勢の良さで選手たちを鼓舞する。2001年より水本高校に赴任し、サッカー部の監督に就任。弱小だった部を指導し、翌年には弟のてっぺいを実家から呼び寄せ、選手権での全国出場に導いた。てっぺいがイタリアに渡った後は遠征用のバスを動かすために免許を取得したり、五輪大会後はB級ライセンスの取得を目指して地域の子供たちに指導している。その後、八丈島高校へ赴任し、3年目でサッカー部を選手権に全国出場させる快挙を果たす。その功績ゆえに校長から慰留されている。
てっぺいと同じく、自身も選手時代はファンタジスタで、高校時代はトップ下として全国にその名を轟かせていたが、肺を患ったことでサッカー選手への道を諦めることになる。誘いを受けたFCベルーガでのセレクションを経て指導者への道を選び、コーチングの勉強のために東京の大学に編入した。
ロベルト・バッジオの大ファン。その偏愛ぶりはてっぺいにミラン時代のバッジオが背負った18番を与えるほどである。
結婚願望はあるのだが理想的な男性に巡り会えず、森川からの好意に鈍感で長年彼からのアプローチにも気づいていなかったが、2014年W杯開催期間中に偶然が重なり手紙にて森川の好意にようやく気付き、大会後に結婚する。
本田 圭佑（ほんだ けいすけ）
声 - 石川英郎
所属（背番号）：CSKAモスクワ（7）→ACミラン、日本代表（18→4）
ポジション：MF（トップ下・守備的MF）、FW
『ステラ』における、もう一人の主人公。モデルは実在人物であり、『ステラ』の原案協力となったサッカー日本代表・本田圭佑本人である。
強靭なフィジカルと飽くなき向上心を持つ選手で、2010年南アフリカワールドカップではFW登録で出場。日本の決勝トーナメント進出の立役者となった。現状に満足することなく、将来はR・マドリッド移籍を目論んでいる。てっぺいとは同い年で、互いに刺激し合っている部分がある。点が取れる攻撃的なポジション、特にトップ下でのプレイにこだわっており、CSKAモスクワではアンジ・マハチカラ戦で監督の意向によりボランチに配置されて守備に奔走されつつも虎視眈々と得点を狙い、決勝点となる超ロングシュートを決めて監督に認めさせた。新代表戦ではリカルド杉山に対抗してFWとして出場し、ハットトリックを決めるが、直後に左膝半月板損傷をしてしまう。W杯前の数試合では轍平とは息の合ったプレーが出来ていない。ポルトガル戦ではスタッフェッタにより前半のみ出場し、直接フリーキックを決める。決勝トーナメント1回戦のブラジル戦でも開始早々に先制点を決める。

### 水本高校
東京都の下町にある都立高校。サッカー部は以前は弱小であったが、琴音の監督就任やてっぺいの加入で徐々に頭角を現していき、選手権の東京都B代表予選では決勝で丞南を破り、念願の本大会初出場を果たす。直後にイタリアに渡ったてっぺいを欠いた本大会ではベスト16に入る。その後は遠征用の大型バスを購入したり、グラウンドに照明灯を設置したりするなど環境面でも強化されている様子。1stユニフォームはACミランと同じ、赤と黒の縦じま。
坂本 轍平
上記を参照
坂本 琴音
上記を参照
春日部 雄太（かすかべ ゆうた）
ポジション：MF（守備的MF）
背番号11。2002年時は高校1年生でてっぺいと同学年。元々は練習嫌いでサボりぐせがあり、期待から怒鳴ってくる福田が苦手だった。サッカーセンスに優れ、てっぺいとの特訓でノールックパスが得意になるなど成長を見せると、1年生ながらチームの主力となる。ポジションこそ下がり目の位置ながら得点力があり、守備よりも攻撃に絡む事を得意としている。ファンタジスタとして目覚めたてっぺいに引き上げられる形で、陵東高との準決勝あたりから急成長すると、てっぺいがイタリアに渡った後にはユース代表候補に選ばれる。3年時にはクラブでキャプテンに就任する。2010年時点では就職している。
馬場 健二（ばば けんじ）
ポジション：FW
背番号9。2002年時は高校1年生でてっぺいと同学年。長身のポストプレイヤーで、足は遅いがヘディングはてっぺいを驚かせるほどのものがある。根は真面目で努力家。おとなしく、時折弱気な面を見せることから「弱ババ」と揶揄されることもある。てっぺいの加入時はスタメンの座を奪われることを危惧していたが、琴音の言葉で自分の持ち味に自信を付ける。選手権予選が始まってからは思うように点を取れずに苦しんだが、金町戦では決勝ゴールを奪う。てっぺいがイタリアに渡った後は選手権予選で得点を量産している。坊主頭がトレードマークだが、一時期は髪を伸ばしていた。2010年時点では就職している。
小坂 浩一（こさか こういち）
ポジション：DF（センターバック）
東京都出身。5月29日生まれ、血液型A型。
（18歳時）身長176cm、体重65kg。
水本のキャプテン。背番号10。2002年時は高校3年生。真面目な性格。選手権県予選決勝では、試合中のシステムの切り替えをスムーズに行うなど抜群の統率力を発揮して、対戦相手の西郷にも賞賛された。卒業後は大学に進学。2010年時点では就職している。
福田 正史（ふくだ まさし）
ポジション：MF（守備的MF）。
東京都出身。6月25日生まれ、血液型A型。
（18歳時）身長179cm、体重67kg。
背番号7。2002年時は高校3年生。水本の精神的主柱。闘志を剥き出しにした激しいプレーと体を張った守備が持ち味。小坂とは昔からの親友。サッカーに対して熱く、2年前の金町との試合では、敗戦で悔しささえ覚えない先輩たちに苛立ちを覚えて殴ったことで部から離れていたが、琴音の就任を機に復帰した。てっぺいが加入した時は部員の中で最も不満を露わにしていたこともあった。天神との練習試合では必死に奮戦し、その姿にてっぺいたちチームメイトは気持ちを奮い立たせた。卒業後は大学に進学した。後年、妹のしおりがてっぺいと結婚したため、てっぺいの義兄でもある。
武井 大輔（たけい だいすけ）
ポジション：GK
背番号1。2002年時は高校3年生。大柄な体格の持ち主。
内田 優樹（うちだ ゆうき）
ポジション：MF（左サイドハーフ）。
背番号6。2002年時は高校2年生。陵東戦ではてっぺいとのワンツーから2点目をアシストする活躍を見せる。てっぺいがイタリアに渡った後に、小坂の後を継いでキャプテンに就任した。八重歯がチャームポイント。
中岡 遼一（なかおか りょういち）
ポジション：FW
背番号13。2002年時は高校2年生。無口だが負けず嫌いで、テクニックはいまいちだが豊富なスタミナをもって前線から激しいプレスをかけ、正確なFKを得意とする。てっぺいの加入でレギュラーから外れていたが腐らず得意のFKの技術を磨いた結果、てっぺいの出場停止で出場機会が回り、堀川学園戦で活躍。以後はFWのローテーションにも入り、決勝でもスタメンで出場した。弟がいる。
綾瀬 猛（あやせ たけし）
ポジション：DF（センターバック）
背番号8。2002年時は高校3年生。天神との練習試合では福田に負担を背負わせてしまったことや、てっぺいが泉との競り合いでポジションを下げてしまったことに責任を感じ、気持ちを奮い立たせた。
須賀 修平（すが しゅうへい）
ポジション：MF（右サイドハーフ）
背番号4。2002年時は高校3年生。
久楽 拳斗（くらく けんと）
ポジション：DF（右サイドバック）。
背番号12。2002年時は高校2年生。3バック移行時にはWBへ上がる。
小林 一通（こばやし かずみち）
ポジション：DF（左サイドバック・左ストッパー）
背番号5。2002年時は高校2年生。冷静な性格。
福田 しおり（ふくだ しおり）
声 - 牧野由依
東京都出身。9月12日生まれ、血液型A型。
（16歳時）身長153cm、体重41kg。
てっぺいのクラスメイトで、水本高校のマネージャー。2002年時は高校1年生。福田正史の妹。当初は部に所属していなかったが、地区予選の後にマネージャになる。料理の腕は皆無で、おにぎりはいびつな形になったり、兄からも酷評されるほどである。五輪終了後は講習会の出席で忙しくなった琴音に代わり、部の近況を書いた手紙をてっぺいに送っている。
卒業後は東東京新聞のスポーツ記者となり、2010年時点ではヨーロッパの現地特派員として各地を廻る日々を送り、2013年末には日本の本社で勤務している。
高校時代はてっぺいに想いを寄せており、琴音たちも気づいていたようだが当の本人にはうまく伝わっていないところがあったが文通を続けたりして、やがて交際。2010-2011シーズンのウィンターブレイク期間にてっぺいからのプロポーズを受け、結婚する。

### 帝東高校
森川率いる都内の強豪校で、全国大会の優勝校。インターハイの東京都予選では水本と対戦して勝利し、本大会の決勝に進出している。選手権でも東京都A代表として全国出場を決めている。
森川 竜司（もりかわ りゅうじ）
声 - 石川界人
所属（背番号）：帝東高校（10）→横浜F・マリノス（20）→ACキエーヴォ・ヴェローナ→フィレンツェーナ、ユース日本代表（10）、五輪日本代表（10）、日本代表（10）
ポジション：MF（セントラルMF）
長崎県出身。3月31日生まれ、血液型A型。
（17歳時）身長178cm、体重65kg。
2002年時は高校3年生。帝東高校ではキャプテンを務めた。セリエAの選手でも数人しかいない、両足を利き足のように同レベルかつ高レベルのキック精度という稀有の才能を持ち、精度の高いロングパスとスルーパスを得意とする。てっぺいの幼なじみで、小学生の時に島を離れた。後に母親が再婚したため、苗字が変わっている（前の苗字は町田）。そのため、インターハイ予選での帝東と水本の試合では、琴音には最初は気付かれなかった（てっぺいに至っては思いっきり忘れられていた）。代表内ではてっぺいの良き理解者で、チーム内でのもめごとではフォローに入ることも多い。もともとはトップ下だったが、ユース代表のファン・ハーレン監督に適性ポジションを見出されボランチにコンバート、バランサーとしてその才能をより生かすようになる。幼少の頃から琴音に想いを寄せているのだが、なかなか伝えることができないでいる。高校在学時からイタリア語を勉強しており、会話の面では問題なく話せる。高校卒業後は横浜F・マリノスに入団し、五輪本戦後に念願だったセリエAのACキエーヴォ・ヴェローナへの移籍を果たす。2010年時点では同国のフィレンツェーナに在籍。2010年イタリア戦からキャプテンを務める。2014年W杯終了後、琴音と結婚。
尾地場（おじば）
ポジション：FW
背番号9。正確な学年は不明だが森川に敬語を使っている。高さのある選手。
佐伯（さえき）
ポジション：MF（右ウイングバック）
背番号12。
ディディエ・ブラン
帝東の監督で、フランス出身。来日して10年経っている。選手権予選の決勝トーナメントを控えた水本高校との練習試合で挨拶にと琴音に抱きついた。

### 天神高校
全国大会では必ずベスト8に入り高校三冠を達成した事も有る福岡県の強豪校で、黄金の中盤と呼ばれる選手達を擁し、高校サッカー界に君臨している。遠征に来ていた時に水本と練習試合を行うことになる。水本のてっぺいの活躍で一時は追いつかれるも途中から合流した沖田たちユース代表の活躍で再び突き放すが、最後に追いつかれ引き分けとなった。インターハイの決勝に進出している。
沖田 薫（おきた かおる）
声 - 内山昂輝
所属（背番号）：天神高校（10）→リーガ・パラグアージャ→ボカ・ジュニアーズ→レーファクーゼン（21）、五輪日本代表（21）、日本代表（21）
ポジション：FW、MF（攻撃的MF）
静岡県出身。1月3日生まれ、血液型B型。
（16歳時）身長170cm、体重56kg。
2002年時は高校2年生。てっぺいが天神高校との練習試合で初めて対戦したファンタジスタ。天神高校では10番を背負い、MF（トップ下）として活躍。ユース代表にも選出される実力を持つ。ボールが足元に吸い付くようなドリブルが武器で、そのプレーに観客たちを魅了させる。水本との練習試合でてっぺいの才能を見抜き、彼に世界に飛び出すことを勧めた。4人兄弟の末っ子で、幼い頃はキック力などが不足していたことから、Jリーグの清水エスパルスや、その下部組織に所属する兄たちと比較されては、コーチやチームメイトから期待外れと扱われていたが、兄たちからディエゴ・マラドーナのビデオを見せられたことでドリブラーとしての活路を見出した。非常にプライドが高い性格で、後から他人の真似をするのを拒むことも（それが災いして、ユース代表合宿では試合に敗れて落選してしまう）。てっぺいがイタリアに渡った後、高校を中退して単身パラグアイへと足を踏み入れ、個人技にさらに磨きをかけたが、その反面、チームプレイをせず個人プレイで走るようになる。
五輪代表招集時、先に世界で戦っていたてっぺいへのライバル意識からFWにコンバートしてポジションを奪い取るも、そのてっぺいから味方とのコミュニケーションの大切さを教えられ、自身の中にあったわだかまりを氷解させた。五輪決勝では治療明けで後半から出場し、てっぺいとのファンタジスタ同士の2トップを実現させた。五輪本戦後はアルゼンチンのボカ・ジュニアーズに活動の場を移し、2009-2010シーズンよりドイツのレーファクーゼンに移籍。フォメーションの主流が4-2-3-1になると左サイドを主な主戦場としている。それまでは中央の密集地帯を縫うようにドリブルするタイプだったが、サイドにポジションを移してからは直線的なドリブルでチャンスメイクを主にするようになった。てっぺいとのコンビネーションは未だ健在で、てっぺいのファンタジーなプレイに最も多く絡む選手である。
泉 大河（いずみ たいが）
ポジション：FW
背番号9。2002年時は高校1年生。てっぺいたちと同じ1年生ながら名門天神でレギュラーを奪った。逆立った髪が特徴。東京から単身でサッカー入学した。瞬時にDFの裏をつくプレイを得意とする。水本高校との練習試合では開始当初は（沖田のものである）10番を着ていたものの、途中から合流した沖田から10番を返すよう命じられ、9番に。試合終了後には引き分けの結果に終わったことに納得できず、悔し涙を流すなどプライドの高さがうかがえる。
藤堂 祐介（とうどう ゆうすけ）
所属（背番号）：天神高校（1）→リエージュFC、ユース日本代表（1）、日本代表（1）
ポジション：GK
静岡県出身。8月30日生まれ、血液型B型。
（18歳時）身長185cm、体重75kg。
2002年時は高校3年生。天神高校と日本ユースではキャプテンを務めた。
高校時代は足元の技術を持ち合わせた、守備範囲が広いリベロタイプのGKとしての面があり、プロになってからはコーチングに定評がある。
アテネ五輪のメンバーからは落選したものの、2010年及び2014年ワールドカップの代表メンバーに第1GKとして選出。2011年時点で既婚。
ナイジェリア戦でシュートを止めた際にゴールポストに肩をぶつけ、違和感を覚えるもそのまま次節のポルトガル戦に出場するが、後半ロナウドのシュートを止めた際に痛みが悪化し、負傷退場となる。鎖骨の骨折が判明し、以降の試合に出られなくなるが、ロナウドに立て続けに点を奪われたことで苛立つ桐野を発奮させるために西郷と一芝居打つなど裏でチームを支える。
永倉 迅八（ながくら じんぱち）
所属（背番号）：天神高校（8）→ブラガFC、ユース日本代表（5）、日本代表（17）
ポジション：MF（右サイドハーフ、右ウイングバック）、DF（右サイドバック）
2002年時は高校3年生。ユース代表合宿に生き残り、JY杯でスタメンを奪った。2010年南アフリカワールドカップ及び2014年ブラジルワールドカップでもメンバーに選出される。
原田 優（はらだ ゆう）
ポジション：MF（左サイドハーフ、左ウイングバック）
背番号7。2002年時は高校3年生。ユース代表合宿で沖田と共に落選した。
山崎 一（やまざき はじめ）
ポジション：MF（守備的MF）
背番号15。2002年時は高校3年生。ユース代表ではそれまでレギュラーだったが、ファン・ハーレン率いる代表合宿では早々に落選してしまった。
志賀 遼太郎（しが りょうたろう）
天神高校の監督で、琴音のC級ライセンス取得時の研修会の教官。旧知のフランクを通じて、てっぺいをユース代表に推薦した。

### 丞南高校
東京都では帝東と二強を分け合う強豪で、過去に全国優勝を果たしている。都予選でてっぺいたち水本の前に立ちはだかる。
西郷 政光（さいごう まさみつ）
声 - 浜田賢二
所属（背番号）：丞南高校（4）→柏レイソル→リヴァプールFC、五輪日本代表（6）、日本代表（6）
ポジション：DF
2002年時は高校3年生。丞南高校ではキャプテンを務めた。落ち着いた性格だがサッカーに対する情熱を持つ。戦術眼に優れ、ゲームの流れを読むことで敵の攻撃に対応し、DFながら必要ならば攻め上がるなど、リベロとしての能力が高い。当初はユース代表候補に入っていたが、腰痛のために辞退しており、選手権予選では万全の状態ではないものの出場してチームを鼓舞していた。チームメイトからの信頼が厚く、スタメンの見込みのない他の3年の仲間たちが受験で忙しくなるはずの時期でも西郷と共にチームに留まるほどである。高校卒業後は柏レイソルに入団、五輪本戦では準決勝の対ブラジル戦で一度は敵FWのディディーに打ちのめされるも、落ち着きを取り戻すと抜群の戦術眼を見せ、グロッソにも一目を置かれた。自身の守備戦術が機能している時は冷静で高い精神力を示すが、格上の敵FWに翻弄されると冷静さを欠き始め自滅する場合もある。
五輪後はJリーグ柏レイソルでしばらくプレイした後に、イングランドのリヴァプールFCへ移籍。
2014年時は杉山とのコンビネーションは抜群。オフサイドトラップが得意でC・ロナウドやトトを何度もオフサイドにした。
高杉 作次（たかすぎ さくじ）
ポジション：FW（セカンドトップ）
背番号10。2002年時は高校3年生。1.5列目のパサーで、運動量が豊富。決勝でカウンターへの戦術変更に不満を表した武市をたしなめた。
武市 慎一（たけいち しんいち）
ポジション：FW
背番号19。2002年時は高校1年生。大柄だがボールさばきがうまく、1年生ながらスタメンを奪っている。チームの勝利よりも自分が点を取れることが大事だと思っており、また西郷と高杉以外は認めていないと公言している。それらの悪態からチームメイトを始め、監督にも目を付けられているが、武市の実力を買う西郷の進言により水本戦に出場し、水本DF陣を苦しめた。
岩崎（いわさき）
2002年時は高校3年生。練習でDFの裏ばかり狙って失敗したのを監督に叱られていたが、西郷の励ましで気持ちを切り替え、ワントラップシュートを成功させる。武市にポジションを奪われたため、予選決勝では応援席から西郷たちを見守った。ポジションの明記は無いが、これらの描写からフォワードだと思われる。五輪出発前の西郷にネックレスを送って励ました。
田島（たじま）
丞南のOBで、柏レイソルの選手。ポジションは不明。西郷の1年上で、西郷にチームのキャプテンを任せ、全国優勝の夢を委ねた。
丞南高校監督
老人の域に達している、丞南の監督。名前は不明。普段は穏やかな好々爺に見えるが、ランニングする選手の先頭からバイクに乗って鼓舞激励したりと、なかなか気性が激しい。他チームの選手が近くにいることを嗅覚で察知できる。
2010年南アフリカワールドカップの日本対パラグアイ戦では自宅でテレビ観戦をしており、西郷に声援を送った。

### 陵東高校
トップ下を置かない4-4-2のイングランド式のシステムを採用し、山波を中心としたサイドアタックを得意とする。近藤も1年生時の当初は所属していたが、間もなく退部した。東京都B代表予選の準決勝で水本と対戦するも敗れた。
山波 健介（やまなみ けんすけ）
所属（背番号）：陵東高校（7）→東京FC（3）→マルセイユFC（3）、ユース日本代表（12）、日本代表（3）
ポジション：MF（左サイドハーフ、左ウイングバック）、DF（左サイドバック）
2002年時は高校3年生。高校は東京都内だが神奈川県在住。利き足は左。
高校時代は「左サイドのスペシャリスト」の名を持つサイドハーフとして有名で、正確無比なクロスで得点を演出する攻撃的な選手であった。本来は守備は決して得意ではなく、3-5-2のウイングバックでの出場時ですら守備に追われると持ち味である攻撃参加が全くできなくなるほどであったが、プロになると守備力も格段に向上し、ポジションを下げ4バックのサイドバックに定着すると、3バック移行時にはストッパーを務めるほどまでになった。
初招集となったユース代表の合宿では、自分が落選されるかもしれないかとの不安に苛まれていたが、上を目指す思いの強いてっぺいに感化されて自信を取り戻す。JY杯決勝のイタリア戦で後半から出場する。その後、都大会予選の準決勝でてっぺい擁する水本高校と対戦。攻撃の核としてクロスを上げ続けるが、敗北した。
卒業後は大学進学を経て、プロサッカー選手に。同世代の仲間達より出遅れたが2010年南アフリカワールドカップの日本代表メンバーに選出。決勝トーナメントのパラグアイ戦では先制点を演出するも、その後PK戦で外してしまい、チームが負けてしまったことで悔恨している。海外移籍の際に自らを変えようとあえて目立つために金髪にし、次の大会で雪辱を果たそうと誓うが、代表監督となったグロッソから「得点を生み出せない」と酷評され、代表から外された。しかし、直後のチャンピオンズリーグでのR・マドリッドとの試合を機に試合を決定づけられるクロスを意識するようになり、相手のオウンゴールを誘発するクロスを上げるなどの成長を示し、2014年時には代表に復帰している。ナイジェリア戦では終盤に途中出場し、自らのクロスから相手のオウンゴールを誘って日本を敗戦の危機から救うと以降もスタメンに定着。ブラジルとのPK戦では自ら志願して4番目のキッカーに入り、ブラジルの3番目だったディディーとすれ違う際に前大会のPK失敗のことを言われて動揺するが、桐野の激で我を取り戻してPKをきっちり決め、前大会のリベンジを果たした。
近藤とは同学年で旧知の仲らしく、近藤の遠慮のない言動には反感を持ちながらも彼のことを認めている。
岡本（おかもと）
ポジション：DF（左サイドバック）
陵東高校のキャプテンで、背番号4。2002年時は高校3年生。高校サッカーを侮辱する近藤の言葉に噛みつこうとして山波になだめられた。下の名前は不明だが、「おかけん」と呼ばれている事から、「けん」が付く名前と推測される。

### 金町高校
水本高校と同じ地区に属するチームで、2年前にも水本と地区予選2回戦で対戦しており、大差で圧勝している。選手権の地区予選では戦術を転換し、収集した対戦チームのデータを解析し、相手の攻撃を徹底的に防ぐ「電子ロックのカテナチオ」を武器とする超守備的なチームとなり、PK戦に持ち込んではキッカーの癖を見抜いて勝利していく。地区予選の決勝では水本を苦しめたが、馬場の一発に敗れた。
河合 啓介（かわい けいすけ）
ポジション：FW、DF（リベロ）
背番号6。2002年時は高校3年生。チームのキャプテンで、元々はFWだが、チームの勝利のために選手権予選ではDFにコンバートする。上背はそれほどないが、相手の体格を利用したジャンプ力で制空権を制圧する姿から『ヘリコプター』のあだ名を持つ。試合では高さのある馬場を抑えていたが、終盤では試合中にポジショニングを学んだ馬場に逆に空中戦を制された。
大村 博也（おおむら ひろや）
ポジション：FW、DF（リベロ）
背番号5。2002年時は高校3年生。以前は河合とともにFWとして2トップを組んでいたが、選手権予選でDFとしてダブルリベロを組む。パソコンが得意らしく、試合でもパソコンを操作して相手の特徴を分析していた。試合では手数をかけてまでてっぺいをマークした。
兼田（かねだ）
ポジション：DF
背番号3。試合ではてっぺいをマークしていたが、てっぺいの動きに振り回されて酸欠を起こし、前半で交代した。
秋田（あきた）
ポジション：GK
背番号1。データを分析した大村のアドバイスを受けて、松枝商業戦ではPK戦で完封した。

### 久慈山高校
鍛え上げられたラインディフェンスと、一糸乱れぬオフサイドトラップが持ち味のチーム。東京都予選一次トーナメント決勝で水本と対戦する。
高山 源（たかやま げん） / ン・タカ・ヤマゲ
S級ライセンス所持者。強面で、選手たちに鉄拳制裁も辞さない厳しい指導方針を持つ。2002年時は久慈山高校の監督。
その厳格な指導が行き過ぎて問題視され、日本サッカー界から追放され国外に逃亡。その後、アフリカ人のように肌の色を変え、名前を「ン・タカ・ヤマゲ」と偽り、ナイジェリアの代表監督に就任。代表チームをワールドカップ出場に導いた。

### 堀川学園
都予選二次リーグにて、水本と決勝トーナメント進出を賭けて対戦するチーム。西迫・補伽の2トップは相性がよく、相手チームの脅威となる。
西迫（にしざこ）
ポジション：FW、MF（左サイドハーフ）
背番号10。非常に態度悪く、丞南に敗れた直後にインタビューに来た吉村に噛みついた。
2014年ブラジルワールドカップのメンバーに選出。ナイジェリア戦では対戦相手の監督であるン・タカ・ヤマゲが久慈山の監督だった高山であることに気づいた。
補伽（ほとぎ）
ポジション：FW
背番号9。西迫とは小学生のころからコンビを組んでいた。

### ACミラン
イタリア・セリエAの名門にして、世界レベルのクラブ。イタリア編では、プリマヴェーラに入団したてっぺいがトップ昇格を目指して奮闘する姿が描かれる。

#### プリマヴェーラ
坂本 轍平
上記を参照
アンドレア・ファルコーニ
所属（背番号）：ACミラン・プリマヴェーラ（6）→ACミラン（24）、ユースイタリア代表（6）、五輪イタリア代表（6）、イタリア代表（6）
ポジション：MF（セントラルMF）、DF（右サイドバック）
ミラノ出身。3月5日生まれ、血液型A型。
（17歳時）身長180cm、体重70kg。
（18歳時）身長183cm、体重72kg。
代表及びACミラン・プリマヴェーラのキャプテン。作中では「フランコ・バレージの秘蔵っ子」とも言われており、ピッチの状況を俯瞰しているかのように把握し、論理的に筋道を立ててゲームを組み立てる同世代屈指のレジスタ（司令塔）で、ファンタジスタのマルコをも計算に入れて使いこなす才能を持つ。長い銀髪とプレイスタイルから「銀の隼（ファルコ・ダルジェント）」の呼び名を持つ。近藤とは互いに認め合うライバル同士。父のルーカもかつてはACミランの名選手だったことからかチームへの忠誠心は誰よりも強く、チームを侮辱する行為を認めない。それ故に、チームの和を乱す行為の目立つトトに対して強い不満を抱いていたがトップチームとの試合では、そのわだかまりを抑えてトトにラストパスを送り後半終了直前に同点に持ち込むことに成功、後の五輪代表でも戦力としてトトを推薦する。トップチーム昇格後はザンキがチームの司令塔に君臨しているため、右サイドバックとして出場している。五輪前にヴァレンティノから選手を操ることに関しては一流の反面、操られることも覚えることが課題とされ、得点力を向上させ、五輪でも日本代表を苦しめた。
続編であるファンタジスタステラでは、イタリア代表の主将を務め4-4-2のセントラルMFとして親善試合・ブラジルワールドカップグループリーグ第3戦で日本と対戦し、正確なパスで日本を苦しめる。
ディノ・シルベストリ
所属（背番号）：ACミラン・プリマヴェーラ（17）→エンポリFC→ACミラン、五輪イタリア代表（17）、イタリア代表（17）
ポジション：MF（セントラルMF）
サルディーニャ島出身。1月6日生まれ、血液型A型。
（17歳時）身長173cm、体重65kg。
テクニックは乏しいがそれを補う豊富な運動量でピッチを駆け回り、敵の攻撃の芽を摘むダイナモ。トップチームとの試合ではバイエビッチをマークし、後半から左サイドに移って更に負担を増しながらも最後まで食らいついたハードワーカーである。てっぺいとは同時期に入団、プリマヴェーラの寮でもルームメイトとなり、アントニオも加えた島出身の3人組として私生活でも友人となった。大人しいが芯が強く、周囲の感情に流されずに冷静な思考ができる。頭が良く、弁護士の資格を得る勉強をしている。トップチームとの試合では敵エースのバイエビッチのマンマークを担当し、終盤はバイエビッチを自由にさせず、苛立たせるほど奮闘した。その試合後、エンポリFCにレンタル移籍して主力級の働きを見せる。五輪前にヴァレンティノから守備では一流の反面、パスセンスの乏しさが課題とされ、日本との決勝戦では攻撃の起点となるロングパスで先制点に結び付けた。
ステラでは、イタリア代表の主力に成長し、その豊富な運動量を活かした献身的な守備とセカンドボール拾いで日本代表を苦しめる。
アントニオ・ダンテ
所属（背番号）：ACミラン・プリマヴェーラ（1）→ACミラン（31）、五輪イタリア代表（1）、イタリア代表（1）
ポジション：GK
シチリア島出身。5月24日生まれ、血液型B型。
（17歳時）身長187cm、体重76kg。
運動能力が高く、セービングに優れているがそれ故のガサツさが難点。てっぺいとディノよりも先にミランのプリマヴェーラに入団しており、後に2人と同じルームメイトになり島出身の3人組として私生活でも友人となった。性格はガサツだが情に篤くて涙もろく、ヴァレンティノのやり方に当初は不満を抱くも、トップチームとの試合後に事情を知ると他のチームメイトたちに内緒で見舞いに行くなどシャイな面を見せ、ヴァレンティノが死んだ時は代表の壮行試合直前だったてっぺいに涙ぐみながらそれを伝えた。面倒見がよく、イタリアに来たばかりで言葉に不自由していたてっぺいにイタリア語を教えた。トップチーム昇格後は試合でリザーブに入るようになるも、試合中に出場をせがんで監督を呆れさせていた。五輪前にヴァレンティノからセービングに優れる反面、コーチングの未熟さを指摘されており、五輪では積極的な声出しによりDF陣を後方から統率した。
サルバトーレ・ビアンキ
所属（背番号）：ACチェゼーナ・プリマヴェーラ→ASローマ・プリマヴェーラ→ACミラン・プリマヴェーラ（9）→ACミラン（18→19）→インテル、五輪イタリア代表（9）、イタリア代表（9）
ポジション：FW
チェゼーナ出身。10月4日生まれ、血液型AB型。
（17歳時）身長179cm、体重68kg。
通称「トト」。ヴァレンティノに誘われてACミランのプリマヴェーラに加入した。誰にもパスは出さずに一人でゴールを決める、生粋のストライカー。ゴール前の飛び出しと決定力に絶対の自信がある。守備には全く加わろうとしないが、いつでもDFの裏のスペースを狙っているため、敵DFにとっては油断のならない相手となる。自身の得点のために極上のパスが必要であることを理解しており、常にチームメイトに決定的なパスを求めており、ファビオには”マルコから最高のパスを引き出せるFW”と評される。傲慢で自己中心的な性格でチームの和を乱すなどの問題を起こすことから「味方殺しのトト」と呼ばれ、キャリアの原点であるチェゼーナを離れてからはASローマなど様々なチームを渡り歩いているが、行く先々で問題を起こしJY杯前にユース代表からも外されている。しかしその一方で過去の出来事から誰よりも勝利への意思が強く、皆がいなくなった後に密かに猛練習に励んだり、トップチームとの試合では脇腹を痛めながらも押し黙って最後までプレイを続け、ロスタイムに同点のゴールを決める。トップ昇格後は主にスーパーサブとして出場して、着実にゴールを挙げており、五輪前のヴァレンティノからの課題も一層得点力を向上させるように、というものだった。
2011年時点でインテルに所属している。
ピエトロ・バルタリ
所属（背番号）：ACミラン・プリマヴェーラ（10→20）
ポジション：FW（セカンドトップ）
てっぺいよりスピードのあるテクニシャンで、狡猾なプレーも辞さない。かつてはチームの10番を背負っていたが増長していた面もあり、加入したばかりのてっぺいに背番号を奪われたばかりか、10番の重みを知らずに譲り返そうとしたてっぺいに怒りを覚え以来、犬猿の仲となっている。性格は陰険だが小心者。同じクラスメイトのクラウディアに片想いしているのだが、本人には相手にもされていない。トップチームとの試合では後半から本職ではない右サイドハーフとして出場、ドリブルで相手を振り切るプレーを見せた。
ロデオ・ストラーロ
ポジション：FW
背番号19。アルプスのモンテ・ローザのふもとにある町の出身でてっぺい達とは学校のクラスメイト。入院がちな病気の母親がおり、トップチームに昇格して母親を良い病院に入れようと考えていた。懐の深いボールキープが得意だがメンタルが脆く、それをヴァレンティノに見抜かれておりチーム残留を賭けたブレシア戦のテストでも、合格を意識するあまり自分本来のスタイルを見失い、得点を挙げながらもトトの加入と引き換えにチームから放出、他クラブへ移籍した。
マッシモ・ディ・サントス
ポジション：FW
背番号11。ポストプレイヤー。FW同士のサバイバルテストを兼ねたブレシア戦ではスタメンで出場してゴールを挙げ、ヴァレンティノから合格を言い渡された。
ロレンツォ・ナターリ
ポジション：MF（右サイドハーフ）
背番号8。祖父の代から家族全員がACミランサポーターである。トップチームとの試合では前半のみの出場で、途中交代した。
ジョパンニ・デ・ローザ
ポジション：MF（左サイドハーフ）
背番号7。トップチームとの試合で、シュートチャンスを得たもののそれを阻もうとしたグロッソに畏縮してシュートを打てず、そのことでトトに強く責められた。前半のみの出場で、途中交代した。
ロッカ
ポジション：DF
背番号25。トップチームとの試合では後半からセントラルMFとして出場。経験のないポジションに当初は戸惑いを見せたものの、ファルコーニの言葉で落ち着きを取り戻し体を張った守備、空中戦で敵の攻撃の芽を潰し、結果的にファルコーニを攻撃に専念できるようにした。
ヴァレンティノ・ダミアーニ
ミラノ出身。1月21日生まれ、血液型A型。
（36歳時）身長182cm、体重69kg。
ACミラン・プリマヴェーラの監督。トップチームのコーチであったが、前任の監督であったデ・ニーロの辞任によりプリマヴェーラの監督に就任した。飄々としていて人を小馬鹿にした態度を見せ、トトのわがままな振る舞いを容認したり、生き残りをかけたトップチームとの試合を強引に推し進めたりするなどで選手たちから反発を受けていたが、実際は選手思いで、自身の体験からトップチームに上がれない選手たちの状況を憂いていた。
以前から重病を抱えそれを隠して指揮を続けるも、喀血するなど日に日に体調が悪化していきトップチームとの試合中に倒れて入院。回復を望まれるも五輪開催前に他界した。現役時代はファンタジスタであったが、「見えないものが見えなくなった」ために選手を辞めた過去を持つ。死後にてっぺいたちプリマヴェーラの教え子にアドバイスを書いた手紙を残し、てっぺいたちのプレイに少なからぬ影響を与えた。
デ・ニーロ
てっぺいの入団当時のACミラン・プリマヴェーラの監督。てっぺいの才能を認め、背番号10を背負わせた。ロッシとは仲が良い。家庭の事情により監督を辞任した。
ロベルト・セレーナ
ACミラン・プリマヴェーラの元選手で、クラウディアの兄。チームでは10番を背負い、将来を嘱望された選手であったが、試合でルイージのスライディングタックルを食らったために靭帯断絶の重傷を負い、選手生命を奪われてしまう。その後、自棄になってしまい実家を出たがサッカーへの未練からヨーロッパ中の医者を回り、フィレンツェの病院で手術を受けることになる。

#### トップチーム
ミルコ・バイエビッチ
所属（背番号）：レッドスター・ベオグラード→ACミラン（20→10）→FCアンジ・マハチカラ（10）
ポジション：FW（セカンドトップ）、MF（トップ下）
2003年時は26歳。ユーゴスラビア（現セルビア）代表。
作中最強と称されるファンタジスタであり、驚異的なテクニックに加え、てっぺいと変わりない体格で大型DFとも渡り合えるほどのフィジカルの強さを持ち、ACミランでは不動のエースとして君臨する。
すぐ熱くなりやすい性格で、19歳でミランに移籍してきた当初はイタリアのシステマティックな戦術に対する苛立ちから警告を食らうことも多かった。自分の愛車に「ソフィア」と名づけており、グロッソの自転車で車に傷を付けられた時は号泣した。
グロッソとは入団して以来の付き合いで、レッドスター時代にチャンピオンズリーグでミランと対戦したことがあり、彼の存在がミランへの移籍の決定打になった。口には出さないがグロッソを尊敬しており、入団間もない頃に試合で相手の悪質なチャージや、それを流す審判の一方的な判定に怒りが爆発しそうになったが、グロッソが大記録を捨ててまで自分のために怒りを示した姿を見て、グロッソへの悪口は自分以外の人間がやることを認めないと公言している。
プレイスタイルや外見のモデルは元ユーゴスラビア代表の主将ドラガン・ストイコビッチであり、かつてミランに在籍した10番のデヤン・サビチェビッチの境遇もミックスされている。
2010年時点では、ロシアのアンジ・マハチカラに在籍。
カルロ・グロッソ
声 - 髙階俊嗣
所属（背番号）：ACミラン（3）、五輪イタリア代表（3）、イタリアA代表（3）、日本代表監督
ポジション：DF（センターバック）
2003年時は37歳。既にベテランの域でありながらも所属するACミランでは不動のDFとして活躍し、「ミスターミラン」の名を持つクラブのバンディエラ。
長年の経験に基づく素早い判断力で敵の攻撃を食い止める、ディフェンスの精神的支柱であり、カテナチオの権化とも呼ばれる。若い頃は体を張った激しいプレーが多かった。
28歳の時に妻のアンジェラを交通事故で亡くし、そのショックから酒に手を出すようになる。現在では試合の前でもこっそり飲んでいるほど、すっかり酒豪になってしまった。
妻の死の後に行なわれた代表試合での失態を機に引退を考えたが、当時のファビオとの出会いを経てその考えを撤回する。イタリアサッカーに適応できずにいたバイエビッチが試合で悪質なチャージを受けながらも流され、シミュレーションと決め付けて彼にカードを出そうとする審判に憤り、自ら審判を殴る。その結果退場し、次節で200試合連続出場の大記録になるのを捨ててまでバイエビッチを救った。
てっぺいとはプリマヴェーラとの試合、五輪決勝戦で対戦しておりいずれも作中最強のDFとして立ち塞がったが五輪ではマークを振り切ったてっぺいを追おうとして肉離れを起こし、交代。五輪本戦後はイタリア代表を引退した。
現役引退後は指導者となり、体型もすっかり太ってしまった。ACミランのBチームを指揮1年目で優勝に導き、その手腕を買われて翌シーズンはトップチームの監督に抜擢されるが開幕後の連敗により更迭。その翌シーズンはセリエBから昇格したチームを優勝争いにまで持ち込ませ、翌年のチャンピオンズリーグでもベスト8にまで持ち込んだ。2011年からは日本代表監督を務める。
ポジションや外見のモデルはフランコ・バレージ、背番号のモデルはパオロ・マルディーニ。
ジェンナーロ・ザンキ
ポジション：MF（セントラルMF）
背番号21。目元を隠すくらいに伸びたパーマの長髪。4-3-1-2の中盤の底からの正確なパス、強烈なミドルシュートとファンタジーな攻撃参加で国内の若手でNo.1の評価を受けている。一方で攻撃ばかりではなくプリマヴェーラとの試合では先制点を挙げたてっぺいをマークして封じ込めるなど高い守備能力も合わせ持っている。
レナト・マストロヤンニ
ポジション：DF（左サイドバック）
背番号4。ユースとの試合では左サイドバックに入っているが、それ以前にトップチームの練習に加わったてっぺいのマークに付いたことからセンターバックもできるようであり、その時もゴールに振り向かせないようにマークしたてっぺいにダイレクトでループシュートを決められるも感心した。

#### チームスタッフ
アルベルト・ロッシ
ACミランのスカウト。物語冒頭では、代理人の藤井の推薦で当初は森川を視察予定だったが、その対戦相手であった水本との試合でてっぺいのプレーに魅了される。以後、藤井を介して何度か接触した末、てっぺいの獲得に成功する。
若い頃は選手だったらしく、引退してもそのテクニックはさび付いておらず、水本の選手達を翻弄してみせた。
リカルド・コマンディーニ
ACミラン・ミラネッロの料理長。プリマヴェーラから育った選手が活躍する姿を見るのが自らの喜びである。ヴァレンティノとは旧知の仲で、プリマヴェーラの合宿の最中にヴァレンティノが病で苦しんでいることを知るも、彼の頼みから選手たちに伝えることができずに苦しんだ。
イザベラ
ACミラン・ミラネッロのチームスタッフの女性。

### インテル・ミラノ（エンター・ミラノ）
世界的な強豪クラブの一つで、同じミラノをホームタウンとするACミランとはダービーで熱い試合を繰り広げるライバルチームである。『ステラ』では「エンター・ミラノ」の名称に変わっている。
クラウディオ・デ・パルマ
所属（背番号）：インテル・プリマヴェーラ（18）→インテル、ユースイタリア代表（18）、五輪イタリア代表（18）
ポジション：MF（左サイドハーフ）
インテル・プリマヴェーラではキャプテンを務める。やや長めの髪を逆立てた髪型が特徴。飛行機嫌いな一面を持つ。アテネ五輪ではグループリーグでは出場していた姿が見られたが、準決勝と決勝では出場機会を得られなかった。五輪終了後はトップチームに昇格。
レオナウド
所属（背番号）：インテル・プリマヴェーラ（10）→インテル、五輪ブラジル代表（10）ブラジルA代表(9)
ポジション：FW
サンパウロ出身。大柄でフィジカルに優れるだけでなく、卓越したテクニックを持つ。その実力に、プリマヴェーラの選手でありながら所属するインテルの会長からも絶賛を受けている。当初は前歯が一本欠けていたが、後に金歯を差している。五輪の日本戦では2点目となるゴールを決めている。五輪終了後はトップチームに昇格。2014年ワールドカップにはA代表のメンバーとして出場。
ルイージ・ヴェルディ
所属（背番号）：ボローニャFC・プリマヴェーラ（23）→インテル・プリマヴェーラ（5）
ポジション：DF（センターバック）
インテルに加入。点を防ぐためならば、反則すれすれのチャージも厭わないプレーをする。それ故に、過去にミランの選手だったロベルトに選手生命を奪うほどの重傷を負わせてしまっている。

### ACチェゼーナ
トトがプリマヴェーラ時代に所属していたチーム。何かと移籍先のチームで問題を起こすトトも、当時のチェゼーナのチームメイトたちとはすこぶる仲が良い。
ニコラス・ザウリ
ポジション：MF
レストランで同席することになったてっぺいたちにトトの過去を話した。
バレリオ
トトのジュニアユース時代からの親友。チームの不振に加え、個人としてシュート数やアシストがゼロだったことでチームから放出された。このことがトトの現在のプレイスタイルを確立する要因となる。

### CSKAモスクワ
ロシアの強豪クラブで、本田が所属するチームである。名前のCSKAは陸軍中央スポーツクラブの略称。
本田 圭佑
上記を参照
ジャギエフ
ポジション：MF（トップ下）
所属（背番号）：CSKAモスクワ（18）、ロシア代表（11）
2010年時は18歳。カデット（軍人養成学校）出身で愛国心が人一倍強く、代表としてワールドカップへの出場を果たせなかったことに責任を感じている。一見細身だがしっかりとした体幹を持ち、体格のある相手でも競り合うことができる。チームメイトであり同じポジションの本田を尊敬していると同時に、彼を超えることを目標としている。2014年ブラジルワールドカップのロシア代表メンバーに選出された。ブラジル戦ではアシストを決めるもチームは敗戦。しかし2位で決勝トーナメントに進出している。
モデルはアラン・ジャゴエフ。
イゴール・アカンエフ
ポジション：GK
背番号1。チームのキャプテン。2014年ブラジルワールドカップのロシア代表メンバーに選出された。
モデルはイゴール・アキンフェエフ。
パグネロ
ポジション：FW
背番号9。陽気な性格でコミュニケーション代わりに覚えたての日本語を連呼する余り、本田から鬱陶しがられている。
モデルはヴァグネル・ラヴ。
ベン
ポジション：FW
2010年時には居なかったが、2014年時の段階ではすでに加入していた。本田も警戒する俊足でナイジェリア代表として2014年W杯に出場し、日本と対戦では先制点も決める。
名前の由来はムサ
レオタード・キルスキー
CSKAモスクワの監督。アンジ・マハチカラ戦ではチームの底上げを狙って成長著しいジャゴエフをトップ下に抜擢し、本田をボランチにコンバートする。しかし本田が決勝点を決めたことで本田をトップ下として認めざるを得なくなる。
モデルはレオニード・スルツキー。

### アンジ・マハチカラ
ロシアリーグ所属のクラブで、大富豪のオーナー就任による大量補強が行われている。
ミルコ・バイエビッチ
上記を参照
ルベルト・カルロス
元R・マドリッド所属。ブラジル代表。背番号3。
サミュエル・カトウ
元エンター・ミラノ所属。カメルーン代表。背番号9。
ルシオ・ダ・オレワ
元エンター・ミラノ所属。元ブラジル代表。
アレサンドロ・エスタ
元ACミラン所属。元イタリア代表。背番号13。

### R（リアル）・マドリッド
世界でも1、2位を争うスペインのメガクラブ。2010-2011シーズンよりファン・ハーレンが監督に就任し、てっぺいも移籍加入してきた。クラブのモデルはレアル・マドリード。
坂本 轍平
上記を参照
ヨハン・ファン・ハーレン
別記を参照
オズマ
声 - 細谷佳正
ポジション：MF（攻撃的MF）
ドイツ代表のファンタジスタで、「オズの魔法使い」の異名を持つ。背番号10。てっぺいとともに2010-2011シーズンよりR・マドリッドに加入。貧民層出身故か野心が非常に強く、R・マドリッドでエースのロナウドを超えることを目標にしている。同じトップ下候補のてっぺいを最初は気に入らなかった様子だったが、移籍後初出場となるスーペル・コパでのバルセロナ戦ではそのてっぺいとの共鳴によるプレイから先制点を演出し、彼を認めている。
モデルはメスト・エジル。
クローノス・ロナウド
声 - 川原慶久
ポジション：MF（左サイドハーフ）
ポルトガル代表。背番号7。
R・マドリッドのエース。鍛え抜かれた肉体に桁外れのパワーとスピード、卓越したテクニックを合わせ持った驚異的なプレイヤー。ドリブルを仕掛ける時は「オラオラオラ」「ムダムダムダ」と連呼しながら相手ゴールに向かっていく。
濃い顔つきであり、豪快かつナルシストで兄貴肌な性格。てっぺいたちに「アニキ」と呼ばせている。
w杯ではグループリーグ3試合で3戦連続ハットトリックを記録し１０得点を挙げる驚異の得点力を見せている。
モデルはクリスティアーノ・ロナウド。
フェルディナンド・パレス
R・マドリッドの会長。監督に就任したファン・ハーレンの意向で加入したてっぺいをオズマの代役程度にしか考えていなかったが、スーペルコパでのバルセロナ戦でファンタジスタを共存させるファン・ハーレンの考えを幾分か認めている。
モデルはフロレンティーノ・ペレス。

### バルセロナ
R・マドリッドの最大のライバルにして、世界ナンバーワンの名をほしいままにするスペインのメガクラブ。モデルはFCバルセロナ。
ネストール
所属（背番号）：バルセロナ（11）、ブラジル代表（11→10）
ブラジル代表で、「ブラジルの至宝」とも呼ばれる逸材。2010-2011シーズンよりバルセロナに加入。飛行機を乗り間違えてバルセロナに降り立ってしまったてっぺいと邂逅する。
モデルはネイマール。
メティス
所属（背番号）：バルセロナ（10）、アルゼンチン代表
バルセロナのエース。バロンドール受賞者であり、スーペルコパでの試合終了後、てっぺいとユニフォームを交換した。
モデルはリオネル・メッシ。
クアトディアラ
バルセロナの監督。スキンヘッドに髭面の理知的な紳士。
モデルはジョゼップ・グアルディオラ。

### 日本代表
『ファンタジスタ』における日本代表はユース代表と五輪代表の2つが登場。天神の監督の志賀の推薦で、てっぺいはユース代表の合宿に参加する。ユースから五輪代表までファン・ハーレンが指揮。基本システムは連載当時の日本代表の主流であった3-5-2を採用。支配率を高めてパスを繋げるポゼッションサッカーを目的とする。
なお、沖田が五輪で21番を、平田が20番を背負っているが、実際の五輪（2004年・アテネ当時）では登録メンバーは1番から18番までの背番号登録のため、本来はあり得ない設定となっている。
『ファンタジスタ ステラ』ではA代表が登場。本田に加え、てっぺいたちユース代表及び五輪代表の選手たちが中心となって2014年ブラジルワールドカップでの活躍が描かれている。
坂本 轍平
上記を参照
森川 竜司
上記を参照
沖田 薫
上記を参照
近藤 敦（こんどう あつし）
声 - 宮下栄治
所属（背番号）：陵東高校→東京ヴェルディ1969・ユース→東京ヴェルディ1969（7）→RCDエスパニョール→バレンシア、ユース日本代表（7）、五輪日本代表（7）、日本代表（7）
ポジション：MF（攻撃的MF、ボランチ）
東京都出身。10月31日生まれ、血液型B型。
（17歳時）身長177cm、体重69kg。
高校生Jリーガーとして活躍する司令塔。クールな野心家で、チームメイトに対しても歯に衣を着せない発言を容赦なくする。敵の当たりをものともしないフィジカルの強さと鋭いキラーパスを武器に中盤を統率し、代表でもてっぺいや森川たちを押さえてトップ下の地位を確立する。1年生の時は陵東のサッカー部に所属していたが、上級生たちとの折が合わなかったことなどが理由で退部し、ヴェルディのユースに入団。中学時代までは線の細いテクニシャンだったが試合で使われなかったらしく、ユースに入団してからは筋トレと正確なパスの練習に励み、今の地位に昇り詰める。その経緯から、ファンタジスタであるてっぺいに対して当時の自分を思い出すことから当初は敵視して衝突を繰り返していたがJY杯のイタリア戦で、ファンタジスタのマルコを使いこなすファルコーニのプレイを強く意識するようになってからは上を目指す手段としててっぺいを使いこなすことを決意する。五輪決勝では、ファルコーニに対するその意識が強すぎたために、パスコースが限定されて攻撃が不全になってしまったが、てっぺいの叱咤を込めた強いパスを受けて自分が為すべきことに気づき、試合の流れを日本へと引き戻して逆転勝利に貢献した。ヴェルディのユースからトップチームを経て、五輪本戦後にスペインのRCDエスパニョールへの移籍、早々にチームの主力となり解説者からは「東洋のグアルディオラ」と賞賛されている。2010年時点では同国のバレンシアに在籍。近年はボランチとしてプレイしている様子で、現状に慣れている自分に疑問を持ち、ロシアの本田のもとを訪ねた。終盤はポジションを一つあげインサイドハーフとしてプレイ。
ヨハン・ファン・ハーレン
アムステルダム出身。12月20日生まれ、血液型B型。
（44歳時）身長186cm、体重72kg。
2002年時は44歳。ユース・五輪代表のオランダ人監督。冷静で論理的な思考の持ち主で、ユース代表合宿ではJY杯まで1日ごとに評価の低い選手を追放してサバイバル的な意味合いを強めた。その一方で、代表から外された選手にはアドバイスや励ましの書かれた手紙を送るなど、決して冷酷なだけではない一面を持つ。ファンタジスタを戦術における大きなアクセントと認めていると同時に必要悪と考えており、そのプレイスタイルにおけるリスクからファンタジスタを2人同時に起用しようとはしなかったが、五輪決勝でイタリア戦に勝つためにと、てっぺいたちの強い訴えからついにてっぺいと沖田の同時起用を決意する。代表では自らが愛する背番号14をてっぺいに与えるなど、てっぺいに対する期待の大きさがうかがえる。
2010-2011シーズンよりR・マドリッドの監督に就任。自らの希望によりてっぺいをクラブに加入させた。初指揮となったスーペル・コパでのバルセロナ戦ではてっぺいとオズマの二人のファンタジスタの同時に起用する。
フランク・リーフデ
ブリュッセル出身。2月7日生まれ、血液型O型。
（32歳時）身長184cm、体重73kg。
2002年時は32歳。ファン・ハーレンの通訳で、ベルギー人の父と日本人の母を持つハーフ。それ故に日本語が堪能。父親の仕事の都合でヨーロッパ中を回っていた幼い頃に、カンプ・ノウで見たヨハン・クライフのプレイに魅了され、自身もサッカー選手を目指していたがプロ契約目前で怪我の負い、その道を断念した過去を持つ。代表合宿で知り合ったてっぺいのプレーに魅了され、自身と同じようにサッカーができなくなった琴音の話を聞いて、かつての夢をてっぺいに託す。何かとてっぺいのことを気にかけている。
木戸 政孝（きど まさたか）
声 - 梅津秀行
2002年時は31歳。ユース日本代表及びアテネオリンピック日本代表のヘッドコーチ。2010年南アフリカワールドカップでは日本代表のコーチとなり、その後はJFAの強化部長に就任する。
ユース日本代表のコーチだった頃は厳格な印象であり、現代サッカーにおいて日本が世界に対抗するためにはフィジカルありきと考えているため、ユース代表では近藤を支持し、正反対のファンタジスタであるてっぺいを認めようとしなかった。しかしJY杯決勝のイタリア戦でマルコのプレイを目の当たりにして以来、ファンタジスタに対していくらか寛容になった様子。
2010年には頭が禿げ上がってしまい風貌が老けた印象になってしまった。代表監督の選出に苦心していた中で招聘したグロッソの考え方に振り回されたり、娘の歩美のことで悩むなど、以前と違って中間管理職のような苦労人と化し、元々はシリアスな役どころだったはずが、すっかりコメディキャラに変わってしまった。

#### ユース代表
藤堂 祐介（とうどう ゆうすけ）
上記を参照
永倉 迅八（ながくら じんぱち）
上記を参照
山波 健介（やまなみ けんすけ）
上記を参照
五代 晃（ごだい あきら）
ポジション：FW
神奈川県出身。5月8日生まれ、血液型AB型。
（17歳時）身長182cm、体重71kg。
背番号9。2002年時は高校2年生。静岡県の高校に在籍。口数は少ないが、反転が早く、頼りになるポストプレーヤー。得点力も高く選考合宿では岡田等を退けて最も高い評価を得ており、FWの軸として起用される。合宿ではテストの前の厳しいトレーニングでこっそりと手を抜くなど、したたかな面を見せる。高校卒業後は大学に進学。2010年南アフリカワールドカップの代表メンバーに選出されている。
岡田 泰蔵（おかだ たいぞう）
所属（背番号）：大阪府立東河内高校→グラスコーFC、ユース日本代表（15）、日本代表（16）
ポジション：FW
大阪府出身。9月30日生まれ、血液型A型。
（17歳時）身長171cm、体重63kg。
2002年時は高校2年生。100メートル11秒フラットの快速で、そのスピードを活かしたラインの裏を抜けるプレーが得意なために、最初は強いスルーパスが出せる近藤が司令塔になることを嘱望していたが、紅白戦で同じチームを組んだてっぺいのパスによって密集地でも点を決められるようになるなど成長を見せる。JY杯ではイタリア戦の後半途中から出場し、その快速で敵DFをきりきり舞いさせた。「西のロナウド」、「浪速のインザーギ」のあだ名を持つ。2010年南アフリカワールドカップ及び2014年ブラジルワールドカップの代表メンバーに選出。
樋口 真（ひぐち まこと）
所属（背番号）：アルクマールFC、ユース日本代表（4）、日本代表（13）
ポジション：DF（センターバック、サイドバック）
背番号4。2002年時は群馬県の高校に在籍していた。JY杯では左CBを担当し、守備が出来ない徹平が左SHに入った際はその負担を背負う形となり、不満を持つ場面もあった。2010年南アフリカワールドカップ及び2014年ブラジルワールドカップの代表メンバーに選出されている。

#### 五輪代表
西郷 政光
上記を参照
陸奥 武彦（むつ たけひこ）
声 - 志村知幸
所属（背番号）：ジュビロ磐田→青森FC、五輪日本代表（9）、日本代表（9）
ポジション：FW
2004年アテネオリンピック時は28歳。オーバーエイジ枠で五輪代表に招集された。
打点の高さとポストプレイに長け、闘志をむき出したプレイでチームを引っ張る選手。その明るい性格はムードメーカーとして若いチームを引っ張った。五輪の決勝では、マルコに対するてっぺいの強い思いを知り、自らそのポジションをてっぺいと沖田に委ねることを決めた。
日本代表歴代最多キャップを誇るが、晩年は度重なる怪我で足も限界に来ており、2010年冬には引退。その後は解説者として活躍している。モデルは中山雅史（W杯日本代表初ゴール、5試合連続ハットトリック〈実際は4試合連続ハットトリック〉から）。
岩倉 秀美（いわくら ひでみ）
所属（背番号）：鹿島アントラーズ、五輪日本代表（3）
ポジション：DF（センターバック）
2004年アテネオリンピック時は27歳。オーバーエイジ枠で五輪代表に招集された。大仏のような風貌で、ワールドカップでの出場経験を持つJリーグ屈指のハードマーカー。
宮部 剛（みやべ つよし）
所属（背番号）：横浜F・マリノス、五輪日本代表（1）
ポジション：GK
2004年アテネオリンピック時は30歳。オーバーエイジ枠で五輪代表に招集された。バンダナがトレードマーク。
2010年南アフリカワールドカップ、そして2014年ブラジルワールドカップでは40歳で日本代表メンバーに選出された。
平田 実（ひらた みのる）
ポジション：MF（右ウイングバック）
背番号20。右目の下にあるホクロがチャームポイント。2010年南アフリカワールドカップのメンバーに選出されている。
古高 隆敏（ふるはた たかとし）
ポジション：FW
浦和レッズ所属。五輪予選では主軸だったが本戦では控えに回され、海外組のてっぺいや沖田の起用に不満を持っていた。

#### A代表
大久保 塁（おおくぼ るい）
声 - 川辺俊介
所属（背番号）: 八丈島高校→セレーゾ大阪、日本代表（22→14→24→8）
ポジション：MF（攻撃的MF）
2010時は18歳。琴音の八丈島高校での教え子であり、琴音をして「才能だけならてっぺいを超える」と言わしめられる存在。グロッソによってA代表に選出される。
つま先でボールを操れる独特の蹴り方が持ち味。根暗でマイナス思考、被害妄想が強いのとネガティブな性格。しかし誰と組んでも息の合うプレーが出来る事から、共存ができずに苦しんでいた坂本と本田の間に入り共存させる事に自ら挑戦する。
ブラジルワールドカップ終了後にドイツのブンデスリーガに挑戦する。
リカルド 杉山（リカルド すぎやま）
声 - 桐井大介
所属（背番号）：FCアステカ、日本代表（25→4→2）
ポジション：DF（センターバック）
2010時は18歳。グロッソ監督からスカウトされた。フィジカルは本田と互角。本田を怪我させてしまうが、本田から助言をもらう。
由利 速人（ゆり はやと）
所属（背番号）：新潟シスネ→インテル、日本代表（29→3→15）
ポジション：DF（サイドバック）
2010時は18歳。グロッソ監督からスカウトされた。小柄な体格だが俊足。自ら中に切り込んでシュートを打ち、フィニッシュに持ち込む現代型のサイドバック。左右問わず両サイドでプレイできる。
桐野 亜希彦（きりの あきひこ）
所属（背番号）：日本代表（31→1→12）
ポジション：GK
2010時は18歳。元々はバレーボールの選手で、バレーリーグのセリエAに所属していたが、グロッソ監督からスカウトされ、サッカー選手に転身した。長身で手足が長く、バレーの選手だった頃の習性からサーブやアンダーハンドパスを多用したセービングが持ち味。ただしコーチングに難がある。
沢村 雪之丞（さわむら ゆきのじょう）
声 - 木島隆一
所属（背番号）：FCバルセロナB、日本代表（33→21→5）
ポジション：MF（ボランチ）、DF（右サイドバック）
2010時は18歳。スキンヘッドが特徴。パスコースを切る能力に長けている。「イレーサー（消しゴム）」という異名を持っており、守備の切り札として起用される事が多い。
古波蔵 英達（こはぐら）
声 - 新垣樽助
所属（背番号）：日本代表（30→18→9）
ポジション：FW（センターフォワード）
2010時は18歳。小柄だが俊足の選手。沖縄弁でしゃべる。

### イタリア代表
カテナチオと名づけられた堅牢な守備に、そこから生まれるカウンター攻撃は脅威。日本はユース代表としてJY杯決勝で戦い、アテネオリンピックの決勝でも対峙することになる。A代表でも2011年の新生日本代表の親善試合で、そして2014年ブラジルワールドカップのグループリーグの第3戦で対戦することになり、日本にとっては浅からぬ因縁の相手となる。
アンドレア・ファルコーニ
上記を参照
マルコ・クオーレ
声 - 斉藤壮馬
所属（背番号）：ACパルマ・プリマヴェーラ→ACパルマ（35）→ユベントス、ユースイタリア代表（10）、五輪イタリア代表（10）、イタリア代表（10）
ポジション：FW（セカンドトップ）
ナポリ出身。6月6日生まれ、血液型B型。
（16歳時）身長164cm、体重53kg。
代表の10番を背負うファンタジスタで、てっぺいにとっては最大のライバルとも呼ぶべき存在。少女のような顔や華奢な容姿、おっとりした口調とは裏腹に、極めて希少で偉大なファンタジスタとして描かれており、「イタリアの恋人」の称号を受けている。左足だけでボールに触り、ドリブル中は足下しか見ないという特異なプレイスタイルで、その左足から繰り広げられるテクニックや独自の感覚に誰もが驚かされる。試合開始、あるいは自身が試合に投入されてしばらくはピッチ内をうろつき回っているが、ピッチの情報を把握し終えると「マルコの時間」と呼ばれる時間が始まり、本格的にプレイに参入するようになって相手を脅威に陥れる。穏やかでどこか幼げな性格から、チーム内でも監督や選手から愛されているキャラクター性を持つ。JY杯の決勝の日本戦ではてっぺいのプレイに刺激されて監督に直訴し、前半途中から出場し、日本を窮地に陥れる。五輪の決勝で再び対峙した日本戦でも「極上の虹」と表現されるようなスーパーゴールを決める。五輪本戦後は30億もの移籍金で名門ユベントスへ移籍する。
2007年に父が事故死したことで実家のレストランを継ぐために突如プロ選手を引退したが、代表監督になったジャンニーニの要請で2014年W杯にはアマチュア選手のまま再び代表復帰を果たした。
ファビオ・カステッリーニ
所属（背番号）：ACパルマ・プリマヴェーラ→ACパルマ、ユースイタリア代表（5）、五輪イタリア代表（5）、イタリア代表（3）
ポジション：DF（センターバック）
ナポリ出身。7月23日生まれ、血液型O型。
（17歳時）身長176cm、体重68kg。
上背はないが身体能力がずば抜けており、大柄な相手でも一対一での競り合いで誰にも負けない強さを持つ。マルコとは幼馴染みで、幼少時から一緒にストリートサッカーに興じていた仲。一対一でも常に自分を抜いたマルコを誰よりも認めている。子供の頃からグロッソに憧れており、五輪代表では夢だったCBコンビを形成する。決勝ではてっぺいの策にかかって失点したことで自信を失いかけるも、グロッソのカバーが功を奏して自信を取り戻し、負傷交代したグロッソから後継者と認められる。
モデルはファビオ・カンナヴァーロ。第4巻のカバー折り返しにカンナヴァーロ本人が紹介され、第42節の表紙でもてっぺいとの2ショットイラストが描かれていた。
クラウディオ・デ・パルマ
上記を参照
ヴァレリオ・ジャンニーニ
イタリアユース・五輪代表の監督。古き良きイタリアサッカーを愛する老人。マルコの才能に惚れ込み、孫のように可愛がっている。

#### ユース代表（イタリア）
ジャンカルロ・フェラーリ
ポジション：FW
背番号11。名前のフェラーリの通り、快足が持ち味で、日本代表戦ではマルコの絶妙なパスから2得点を奪った。
ダリオ・ガリバルティ
ポジション：MF（右サイドハーフ）
背番号7。前半では同じサイドに入ったてっぺいとマッチアップし、そのプレイに翻弄された。敬意を表して試合後にてっぺいにユニフォーム交換を求めたが、横からマルコも交換を求め、サイズ的にとてっぺいがマルコに応じたため、涙をのんだ。

#### 五輪代表（イタリア）
ディノ・シルベストリ
上記を参照
アントニオ・ダンテ
上記を参照
サルバトーレ・ビアンキ
上記を参照
カルロ・グロッソ
上記を参照

#### A代表（イタリア）
マリオ・パンテッラ
ポジション：FW
所属（背番号）：ACミラン、イタリア代表（45→11）
2011年時は20歳。マルコ・クオーレに代わる新たなイタリアの象徴。1人で服が着られない、家の中で花火をして火災を起こすなど常識に欠けた問題児で、金髪のモヒカンにしているなど見た目も行動も破天荒。身体能力は世界トップレベル。
モデルはマリオ・バロテッリ。

### ブラジル代表
カナリヤの名を持つ、世界最高レベルの代表チーム。アテネオリンピックの準決勝で日本と対戦。
レオナウド
上記を参照
ディディー
所属（背番号）：サンパウロFC、五輪ブラジル代表（19）、ブラジル代表（19）
ポジション：FW
小柄ながら抜群のテクニックとスピードを持ち、狡猾なプレーを得意とすることから、ゲームを決定づける「クラッキ」の名を持つ。イタズラ好きらしく、準決勝前のオフで西郷のネックレスを奪い去っても悪びれないなど精神的に幼く、倫理的に欠けている面がある。
ルジェーリ
ポジション：DF（センターバック）
所属（背番号）：五輪ブラジル代表（3）、ブラジル代表（4）
南米最強の呼び声を持つDF。理知的で、スピードとテクニックを兼ね揃えており、DFラインの統率にも優れている。怪我を負っていたとはいえファンタジスタの沖田をほぼ完封するほどの高い守備能力を持つ一方で、どの方向からのボールもヘディングでクリアする際は全て右足だけを使ってジャンプしている癖をてっぺいに見抜かれて失点に繋がってしまった。

### パラグアイ代表
堅守が持ち味の南米代表。日本とはアテネオリンピックの準々決勝で対戦。A代表としては2010年南アフリカワールドカップで、決勝トーナメント第1戦で対戦した。
フランシスコ・アナベル
ポジション：GK
パラグアイ代表のキャプテン。背番号1。長い手足と鋭い出足が持ち味。的確なコーチングで味方に指示を与え、チーム全体を統率する。長い脚から繰り出されるドライブのかかった正確なFKも得意であり、チームの攻守の要となっている。人格者で、パラグアイ帰国後、人を寄せ付けない雰囲気を出していた沖田でさえも、彼に会った時は、笑顔で会話をしていた。
モデルはパラグアイ代表のGKホセ・ルイス・チラベルトと旧ソ連代表のGKレフ・ヤシン（“黒蜘蛛”の異名から）。
ガマーラ
「壊し屋」の異名を持つプレーヤー。背番号8。ポジションの明記はない。反則すれすれのハードタックルとしつこいマーキングが持ち味。柄の悪そうな風貌だが、パラグアイに来たばかりで言葉も分からない沖田に初めてパスを送るなど、実際は人がいい。沖田に怪我をさせたことを謝ろうと病院に訪れるものの、先にイタリアで活躍するてっぺいに追いつかなければいけない焦りから発した沖田の一言を聞いて傷つき、後に沖田の顔を傷つけるなど、両者の間ですれ違いとなる。

### メキシコ代表
テクニカルで狡猾なプレイが持ち味の、北中米の強豪。JY杯の初戦でユース日本代表と対戦。
ホセ・ガルシア
ポジション：FW
背番号10。テクニカルかつアクロバティックなプレイが持ち味。貧しい家の出身で、成り上がるためにビッグクラブでのプレイを目論んでいる。
エデル・エルナンデス
ポジション：MF（ボランチ）
背番号13。端正な容姿から、「プリンチペ（プリンスの意味）」の称号を持つ。JY杯では怪我をしていたために前半途中から出場。審判に気づかれないようなラフプレイが信条で、攻撃の中心となるてっぺいや近藤を苦しめたが、反撃に入ったてっぺいのテクニカルなプレイを抑えきれず、最後にはてっぺいを止めようとチャージを仕掛けた際に怪我を再発させてしまった。
サルバドール・ルナ
ポジション：GK
背番号1。全身バネのような身体能力を持つ。
モデルはホルヘ・カンポス。

### FCベルーガ
外伝『魔法使いの夏』で登場した、Lリーグ（現・なでしこリーグ）に所属する架空のサッカークラブ。拠点は福岡。正式名称は「大村水産女子サッカークラブ」で、Lリーグに加入して間もないチームである。琴音は監督の長田の頼みからFCベルーガのセレクションに参加した。
長田 悦子（おさだ えつこ）
FCベルーガの監督。高校時代の琴音のプレイに魅了され、琴音の胸の病気を知りながらもFCベルーガのセレクションへの参加を要請した。
板垣 志保（いたがき しほ）
ポジション：FW
背番号9。琴音と同い年で、ロベルト・バッジオのファンであることで琴音と意気投合した。

### 八丈島高校
八丈島にある都立高校で、読切作品の『カンピオーニ』に登場。琴音が赴任し、3年目で選手権出場を果たす。
三原 京介（みはら きょうすけ）
『カンピオーニ』の主人公。背番号10。地元の八丈島出身で、類まれなテクニックを持ち味とするプレイヤー。中学卒業後は上京し、名門の国岳院高校の門戸を叩くが自身のサッカースタイルが合わないことで監督から冷遇され、失意のまま帰郷したところを赴任してきた琴音の勧誘を受けて入部した。『ステラ』でもR・マドリッドに移籍したてっぺいのエル・クラシコでのデビュー戦を琴音たちと観戦していた。
2014年、ブラジルワールドカップのメンバーに選出された。
三根（みつね）
背番号11。逆立った髪に細め気味な目つきが印象。

### マスコミ
吉村 寅太郎（よしむら とらたろう）
岐阜県出身。12月3日生まれ、血液型A型。
（35歳時）身長175cm、体重73kg。
2002年時は35歳。東邦スポーツに所属するスポーツライター。JY杯でてっぺいのプレイを見て、てっぺいを取材するようになる。ライターとしての経験が長く、サッカーに対する着眼点が鋭い。
2004年に『週刊少年サンデー』で読み切り掲載された『大久保嘉人物語』でも出演している。モデルはサッカーライターの吉村憲文。
楢崎 泰子（ならさき やすこ）
京都府出身。8月16日生まれ、血液型B型。
（25歳時）身長161cm、体重50kg。
2002年時は25歳。東邦スポーツの新聞記者。日本ユース代表の取材でてっぺいを見て、以来てっぺいを追いかけて取材する。若手のため、ライターとしての実力はまだ吉村に及ばないようである。職業柄、森川とは知り合いで、女性にウブな森川をよくからかっている。
2010年時点では東東京新聞所属のヨーロッパの現地特派員になっている。部下となったしおりがてっぺいと付き合っていることをネタにからかったり、結婚願望を漏らしたりしている。
福田 しおり（ふくだ しおり）
東東京新聞の記者。上記を参照
木戸 歩美（きど あゆみ）
声 - 久保田未夢
木戸政孝の娘。2010時は共立女子高の3年生。2011年から東東京新聞の記者になる。
引っ込み思案な性格。普段は眼鏡を掛けていて地味な印象だが、素顔はかなりの美人。
小学生の時に父親がコーチを務めていたユース日本代表のJY杯のイタリア戦を観戦しに行った時に試合で活躍するてっぺいに憧れを持ち、以来彼の追っかけをするようになった。非公開の新代表対旧代表の試合では友人たちの強い後押しを受け、JFA関係者の父親の名前を利用して会場に入り込み、てっぺいに告白する。しかし、後日のイタリア戦の後にてっぺいが結婚していることを知り、失恋。ショックを受けた直後にインタビューから逃げていた塁と出会う。彼との出会いをきっかけに、以前から目指していたサッカー関係の仕事への思いが強くなり、大学進学を止めて父親の反対を押し切り、しおりに頼み込んで東東京新聞に就職する。塁とは交際している様子。

### エミリオ・デ・アミチーズ高校
ミラノにある高校で、てっぺいたちACミラン・プリマヴェーラの選手たちも所属。
クラウディア・セレーナ
てっぺいのイタリアの学校でのクラスメイト。兄のロベルトが重傷を負ってサッカーができなくなり、家を出て行ったことでサッカーに嫌悪感を持つようになり、てっぺいたちサッカー選手に対しても冷たい態度をとっている。フィレンツェの病院に入院する兄と再会したものの、現在もサッカーにこだわる兄を理解できなかったが、同じ病院で検査を受けて五輪の決勝に間に合うことに喜ぶ沖田の表情を見て、サッカーに対するわだかまりを氷解させる。
ナディア・マリーニ
クラウディアの友人。ミーハーな性格。弟が日本の古いアニメにハマっている。
モニカ
クラウディアの友人。落ち着いた風貌の少女。

### その他
藤井（ふじい）
サッカーの代理人。ロッシと接触していた物語冒頭は伝手のあった森川を推薦していたが、てっぺいのプレーに魅せられたロッシの意向に沿って、てっぺいがミランに加入するように画策する。イタリアでのマルコのプレーが映ったビデオテープを渡し、その映像を見たてっぺいに気持ちを向けさせるなど、なかなかの策士である。ミラン・プリマヴェーラ加入直後の練習試合でてっぺいが背番号10の重みを知らないことでピエトロと諍いを起こした時に、「（イタリアのサッカーは）分かち合うサッカーではなく、奪い合うサッカーだ」とたしなめ、てっぺいにイタリアで戦う意思を持たせた。
坂本 権平（さかもと ごんぺい）
てっぺい・琴音の祖父。ミニ外伝で登場。若いころは船乗りだった。
中岡 賢二（なかおか けんじ）
中岡遼太郎の弟で、小学生。サッカーが得意だが周囲が自分についていけないために一人でいたところを、チームメイトと諍いを起こして部活から逃げていたてっぺいに会い、てっぺいに勧められて仲間たちと再びプレイするようになった。
アンジェラ
カルロ・グロッソの妻で、グロッソが28歳の時に事故死した。病院に搬送される際に、試合前にも関わらず駆けつけたグロッソに試合に出るようにと気丈に突き放した。

## アニメ

### 少年サンデーCM劇場
2001年7月より、CM形態として放送されていた。制作はサンライズ 。

### OVA
サンデー連載7作品を連続OVA化するアニサン企画の一つとして、『ファンタジスタ ステラ』第8巻より3巻に渡り、特別版に同梱されるDVDにOVAとして収録。
2015年10月より12月までTOKYO MXにて『アニサン劇場』の枠で放送された。
- アニメーション制作：XEBEC
- 音響スタジオ：HALF H・P STUDIO
- 監督：高橋秀弥
- 脚本：山下友弘
- 音響監督：浦狩裕樹
- キャラクターデザイン：河島久美子

#1 「轍平vs本田」（『ステラ』第8巻特別版）